# Sitarganj
Sitarganj é uma cidade  no distrito de Udham Singh Nagar, no estado indiano de Uttaranchal.

## Demografia
Segundo o censo de 2001, Sitarganj tinha uma população de 21,943 habitantes. Os indivíduos do sexo masculino constituem 53% da população e os do sexo feminino 47%. Sitarganj tem uma taxa de literacia de 54%, inferior à média nacional de 59.5%: a literacia no sexo masculino é de 61% e no sexo feminino é de 46%. Em Sitarganj, 18% da população está abaixo dos 6 anos de idade.